# Non-Stop
Pour plus de détails, voir Fiche technique et Distribution.
Non-Stop ou Sans arrêt au Québec est un thriller franco-américano-britannico-canadien réalisé par Jaume Collet-Serra, sorti le 26 février 2014. Disponible sur Netflix depuis le 15 octobre 2023.
Le film suit le marshal Bill Marks chargé de la sécurité du vol, qui au cours d'un vol sans escale New York - Londres, reçoit des SMS d'un inconnu réclamant 150 millions de dollars sur son compte en banque. Le vol va très vite se transformer en cauchemar car l'inconnu déclare qu'une personne de l'avion sera assassinée toutes les 20 minutes s'il ne verse pas l'argent.

## Synopsis
Un homme entre dans un avion et restitue une peluche à une petite fille qui a peur de voler. À bord, une femme demande à un autre passager de changer de place. L'avion décolle en direction de Londres. L'homme, nommé Bill Marks, est marshall. Il reçoit un texto d’un inconnu lui indiquant qu’un passager mourra dans 20 minutes.
Après avoir réglé sa montre sur ce délai, Bill consulte un indic, mais il s'avère que ce n'est pas lui le coupable. Il se rend auprès du commandant de bord pour l’informer de la menace et demande à sa voisine de le suivre. L’inconnu exige un virement d’argent. Bill et sa voisine examinent les caméras pour identifier le suspect. Bill contacte un agent de sécurité de l'aéroport pour l'aider. Il suspecte que l’indic pourrait être lié à l'affaire.
Bill se bat avec l’indic dans les toilettes, et ce dernier meurt. Bill reçoit un nouveau texto, ce qui complique davantage la situation. Le commandant de bord refuse de réactiver l'internet. La sécurité de l'aéroport ne croit plus en Bill et lui demande de remettre sa plaque et son pistolet. Dans la valise de l’indic, Bill découvre de la cocaïne, ce qui indique que l’indic avait des ennemis. Bill commence à contrôler les passagers, mais il est démis de ses fonctions.
Un autre passager révèle avoir reçu de l'argent et il s’associe avec Bill pour trouver l'expéditeur. Bill constate que le délai est presque écoulé. L'avion rencontre une turbulence sévère : l’hôtesse est projetée contre le plafond et s’en sort, mais le commandant fait un malaise et meurt, comme indiqué dans le texto.
Bill demande à un nouveau passager, expert en informatique, de mettre un virus dans le smartphone de l’expéditeur du texto, tâche qu’il peut accomplir en huit minutes. Bill ordonne aux passagers de lever les mains, et un smartphone sonne. Bill intercepte l’homme associé au téléphone, mais celui-ci meurt sur le champ.
Le médecin à bord confirme la cause du décès des deux victimes. Bill questionne les passagers et une femme déclare avoir vu une fille rousse. Un nouveau texto menace de faire exploser une bombe à bord. Un passager filme les actions de Bill et publie les images en ligne, où les passagers apprennent que Bill est considéré comme un terroriste. En conséquence, certains passagers s’attaquent à Bill.
Bill est maîtrisé mais explique la vérité. Il indique qu'il veut sauver l’avion et demande à placer les bagages à l'arrière pour minimiser le risque. L’hôtesse empile les bagages en conséquence. Bill découvre la bombe dans la valise de l’indic et annonce que l'avion doit descendre, quatre minutes avant l'explosion.
L'argent est transféré sur le compte de Bill. En parlant au chef de la sécurité, Bill repère celui qui filme et consulte la vidéo. Des hommes armés, l'informaticien et un policier corrompu, arrivent. Le policier avertit Bill que le compte est international. Bill ordonne de désamorcer la bombe.
L'avion effectue une descente d'urgence, perdant de la vitesse et provoquant la panique parmi les passagers. Les passagers mettent leurs masques à oxygène. Dans la confusion, Bill saisit une arme, tue le policier corrompu, et affronte l’informaticien. La bombe explose juste avant l’atterrissage. L'avion s’immobilise au dernier moment et les passagers utilisent les toboggans pour évacuer. Les secours arrivent rapidement.
Bill est salué en héros par les passagers. La femme rousse assise à côté de lui lui demande ce qu'il fera ensuite. Bill répond « ça dépend », et ils quittent l’avion ensemble.

## Fiche technique
Sauf indication contraire, les informations mentionnées dans cette section peuvent être confirmées par la base de données cinématographiques IMDb,  présente dans la section « Liens externes ».
- Titre original et français : Non-Stop
- Titre québécois : Sans arrêt
- Réalisation : Jaume Collet-Serra
- Scénario : John W. Richardson, Christopher Roach et Ryan Engle
- Direction artistique : David Swayze
- Décors : Alec Hammond[2]
- Costumes : Catherine Marie Thomas
- Photographie : Flavio Martínez Labiano[3]
- Montage : Jim May
- Musique : John Ottman
- Production : Alex Heineman, Andrew Rona, Joel Silver
  - Producteur délégué : Olivier Courson, Herbert W. Gains, Ron Halpern, Steve Richards, Jeff Wadlow
  - Producteur associé : Stephen Bender, Carmel Musgrove
  - Coproducteur : Adam Kuhn, Richard Mirisch
- Société(s) de production : 
  -  Silver Pictures et Universal Pictures
  -  Studiocanal et TF1 Films Production
  -  Anton Capital Entertainment et LoveFilm International
- Société(s) de distribution : (États-Unis) Universal Pictures, (France / Royaume-Uni) Studiocanal
- Budget : 50 000 000 $ US[4]
- Pays d'origine :  France,  États-Unis,  Royaume-Uni,  Canada
- Langue originale : anglais, allemand
- Format : couleur — 35 mm — 2,35:1 (Arri Alexa) — SDDS / Dolby Digital / Datasat
- Genre : thriller
- Durée : 106 minutes
- Dates de sortie[5] :
  - France : 27 janvier 2014 (Paris, première)
  - France, Belgique : 26 février 2014
  - États-Unis, Royaume-Uni : 28 février 2014

## Distribution
Sauf indication contraire, les informations mentionnées dans cette section peuvent être confirmées par la base de données cinématographiques IMDb,  présente dans la section « Liens externes ».
- Liam Neeson (V. F. : Frédéric van den Driessche, V. Q. : Éric Gaudry) : le Marshal Fédéral Bill Marks
- Julianne Moore (V. F. : Isabelle Gardien, V. Q. : Marie-Andrée Corneille) : Jen Summers
- Anson Mount (V. F. : Pierre Tessier, V. Q. : Frédérik Zacharek) : Jack Hammond
- Michelle Dockery (V. F. : Ingrid Donnadieu, V.Q. : Isabelle Leyrolles) : Nancy Hoffman
- Lupita Nyong'o (V. F. : Agnès Cirasse, V. Q. : Valérie Cantin) : Gwen Lloyd
- Corey Stoll (V. F. : Marc Arnaud, V. Q. : Patrick Chouinard) : Austin Reilly
- Scoot McNairy (V. F. : Olivier Chauvel, V. Q. : Claude Gagnon) : Tom Bowen
- Linus Roache (V. F. : Jean-Baptiste Marcenac, V. Q. : Sébastien Dhavernas) : David McMillan (le pilote)
- Jason Butler Harner (V. F. : Jérémy Bardeau, V. Q. : David Laurin) : Kyle Rice
- Nate Parker (V. F. : Jean-Baptiste Anoumon, V. Q. : Jean-François Beaupré) : Zach White
- Shea Whigham (V. F. : Thierry Kazazian, V. Q. : Louis-Philippe Dandenault) : l'agent Marenick
- Corey Hawkins (V. F. : Namakan Koné) : Travis Mitchell
- James Lee-Kyson (V. F. : Jean Rieffel) : Kevin
- Edoardo Costa (V. F. : Sébastien Ossard) : Herve Philbert
- Bar Paly (V. F. : Caroline Victoria) : Iris Marianne
- Jon Abrahams : David Norton

- Version française
  - Société de doublage : Dubbing Brothers
  - Direction artistique : Barbara Tissier
  - Adaptation des dialogues : William Coryn

Sources et légendes : Version française (V. F.) sur RS Doublage et AlloDoublage Version québécoise (V. Q.) sur Doublage Québec

## Bande originale
- La musique du film a été composée par John Ottman et la bande originale distribuée par Varèse Sarabande[9] le 3 avril 2014.

| 1.    | Non-Stop                          | 3:13 |
| 2.    | Damaged Goods                     | 3:43 |
| 3.    | Usual Suspects                    | 1:20 |
| 4.    | Welcome to Aqualantic             | 1:04 |
| 5.    | First Text                        | 3:16 |
| 6.    | Random Search                     | 1:41 |
| 7.    | Do Something for Me               | 2:43 |
| 8.    | Circling Passengers               | 3:12 |
| 9.    | Interrogations                    | 3:24 |
| 10.   | What Happened to Amsterdam?       | 3:46 |
| 11.   | Death Number One                  | 2:08 |
| 12.   | Reluctant Passenger / Blue Ribbon | 2:09 |
| 13.   | F*** It                           | 3:43 |
| 14.   | Explosions Protocol               | 1:56 |
| 15.   | Ambush                            | 1:40 |
| 16.   | Message Received                  | 3:21 |
| 17.   | Bathroom Discovery                | 1:49 |
| 18.   | 8000 Feet                         | 2:11 |
| 19.   | Unloaded Weapon                   | 1:31 |
| 20.   | Crash Landing                     | 1:27 |
| 21.   | Epilogue                          | 3:53 |
| 53:10 |                                   |      |

- Outre les titres présents, sur l'album, on entend aussi durant le film le morceau suivant[10] : 
  - Phat
    - Écrit par A Longlands
    - Interprété par AKA
    - Backing Vocals by Lady A.M.
    - Grâce à "Sound System Recordings"

## Accueil

### Réception critique
Lors de sa sortie en salles, Non-Stop a rencontré un accueil mitigé des critiques professionnels. Dans les pays anglophones, il obtient 61 % d'opinions favorables sur le site Rotten Tomatoes, pour 231 critiques et une moyenne de 5,8⁄10 et un score de 56⁄100 sur le site Metacritic, pour 41 critiques. Dans son consensus, Rotten Tomatoes note que « tandis que Liam Neeson est un atout indéniable, Non-Stop gaspille son casting - pour ne pas citer sa prémisse solide et sa configuration tendue - sur une histoire mal conçue qui repose sur un acte final complètement incroyable ». En France, le film obtient une moyenne de 2,9⁄5 sur le site Allociné pour 17 critiques presse.

### Box-office
| Pays ou région | Box-office        | Date d'arrêt du box-office | Nombre de semaines |
| -------------- | ----------------- | -------------------------- | ------------------ |
| États-Unis     | 92 168 600 $,     | 29 mai 2014                | 13                 |
| France         | 1 233 868 entrées | 29 avril 2014              | 9                  |
| Monde          | 222 809 600 $     | 29 mai 2014                | -                  |

## Distinction

### Nomination
- Golden Trailer Awards 2014 :
  - "Golden Trailer du meilleur thriller" pour Universal Pictures et Giaranamo Productions (For the domestic theatrical trailer)